# Браун, Джеймс
Джеймс Джо́зеф Бра́ун (англ. James Joseph Brown; 3 мая 1933, Барнуэлл, Южная Каролина — 25 декабря 2006, Атланта, Джорджия) — американский певец, автор песен и танцор. Признан одной из самых влиятельных фигур в поп-музыке XX века. «Крестный отец соула», «мистер Please Please Please» и «мистер Динамит», как он сам себя называл. За свою более чем 50-летнюю карьеру оказал влияние на развитие нескольких музыкальных жанров. Работал в таких жанрах, как госпел, ритм-энд-блюз, фанк.
Браун начал свою карьеру в качестве певца госпела в Токкоа, штат Джорджия. Он присоединился к вокальной группе Gospel Starlighters (которая позже превратилась в The Famous Flames), основанной Бобби Бёрдом, в которой он был вокалистом. Впервые появился в центре внимания общественности в конце 1950-х годов как участник группы The Famous Flames с хитовыми синглами «Please, Please, Please» и «Try Me». Его слава достигла своего пика в 1960-х годах с концертного альбома Live at the Apollo и хитовых синглов, такие как «Papa’s Got a Brand New Bag», «I Got You (I Feel Good)» и «It’s a Man’s Man’s Man’s World».
В конце 1960-х Браун перешел от блюза и основанных на госпеле форм и стилей к глубоко «африканизированному» подходу в созданию музыки, который повлиял на развитие фанк-музыки. К началу 1970-х годов Браун полностью установил фанк-звук после создания группы JB's с такими синглами, как «Get Up (I Feel Like Being a) Sex Machine» и «The Payback». Он также стал известен песнями социальной направленности, в том числе хитом 1968 года «Say It Loud – I’m Black and I’m Proud». Браун продолжал выступать и записывать до своей смерти от пневмонии в 2006 году. Браун был зачислен в 1-й класс Национального зала славы ритм-энд-блюза в 2013 году в качестве музыканта, а затем в 2017 году в качестве автора песен.
Браун записал 17 синглов, которые заняли первое место в Hot R&B/Hip-Hop Songs. Он также является рекордсменом по числу синглов, вошедших в чарты Billboard Hot 100, но не занявших первое место. Браун получил награды от многих организаций, а также был включён в Зал славы рок-н-ролла и Зал славы авторов песен. В анализе Джоэла Уитберна по чартам Billboard с 1942 по 2010 год Браун занимает первое место в списке 500 лучших музыкантов. В 2004 году журнал Rolling Stone поместил его на седьмое место в списке величайших музыкантов эпохи рок-н-ролла. Rolling Stone также назвал Брауна самым опытным музыкантом всех времён. Снялся в нескольких фильмах.

## Биография

### Тернистая дорога к славе
Джеймс Браун родился в Южной Каролине, однако большую часть жизни провёл в Атланте, штат Джорджия, и умер он там же. Вырос в нищете у своей тети — владелицы борделя, зарабатывал на жизнь мелкими кражами, в 16 лет был приговорен к восьми годам заключения за участие в грабеже. Во время отсидки стал выступать для других заключённых, используя стиральную доску и прочие приспособления. По выходе на свободу пытался найти своё призвание в бейсболе и боксе. По приглашению продюсера, видевшего его выступление в тюрьме, в 1954 году записался в музыкальный коллектив The Famous Flames и вскоре стал его лидером. Базировался он в Джорджии и выступал, в основном, на Юге США, исполняя некую смесь из госпелз и ритм-энд-блюза.
До 1963 творчество Брауна было мало известно за пределами южных штатов США, хотя для афроамериканской аудитории он был звездой номер один. Своими импровизированными ритмичными выкриками и зажигательным стилем танца он, по словам одного из биографов, «африканизировал» тогдашний довольно чопорный ритм-энд-блюз. Неслучайно своим кумиром Браун считал одного из наиболее радикальных первопроходцев рок-н-ролла — Литл Ричарда. Выпущенный Брауном в 1956 году сингл «Please, Please, Please» стал первым альбомом[прояснить] стиля, который впоследствии получил название «соул». Он сразу же вошёл в ритм-энд-блюзовые чарты, и только в США эта пластинка разошлась более чем миллионным тиражом (она же дала Джеймсу Брауну одно из его прозвищ).
Золотое время в музыкальной карьере Брауна пришлось на середину 1960-х, когда его популярность перешагнула пределы Джорджии и соседних штатов. Экстравагантный исполнитель неутомимо выступал с концертами по всей стране. Его кредо было следующим: «Выступай дольше и покажи зрителям больше, чем то на что они рассчитывают, покупая билеты». На концертах он выкладывался до такой степени, что за кулисами падал на пол от нервного истощения и ему приходилось делать инъекции глюкозы.

### Пик музыкальной карьеры

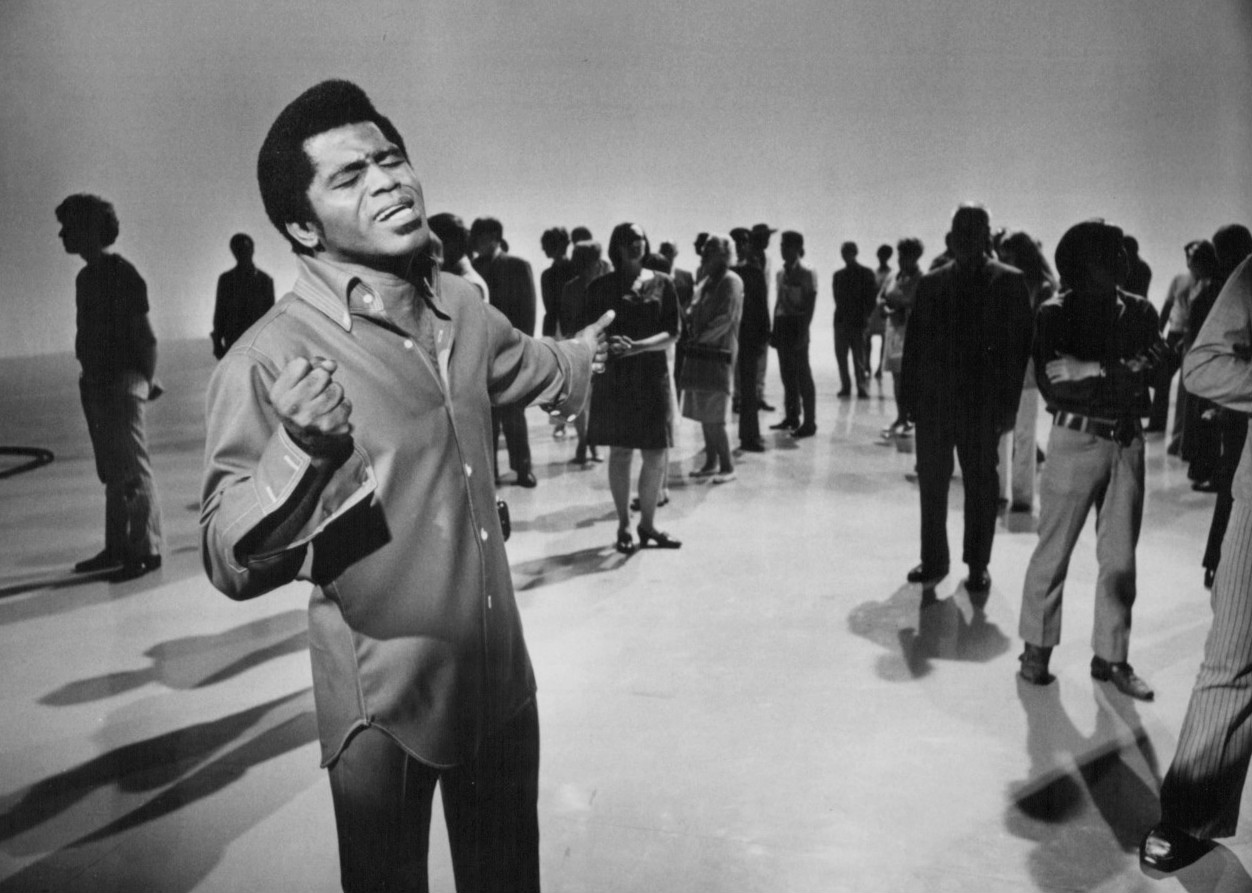
Джеймс Браун в 1969 году.

В 1965 году на полки музыкальных магазинов поступили наиболее успешные синглы Брауна, включая пронзительную балладу «It’s a Man’s, Man’s, Man’s World». В том же году певец написал и впервые исполнил песню, ставшую его визитной карточкой во всем мире, — «I Got You (I Feel Good)», а его новаторская композиция «Papa’s Got a Brand New Bag была удостоена премии «Грэмми». В общей сложности хиты Брауна отметились в Billboard Hot 100 девяносто девять раз — но ни разу не дошли до первого места. На волне коммерческого успеха музыкант начал скупать радиостанции и основал несколько новых лейблов.
Принято считать, что именно Брауну принадлежат первые композиции в стиле фанк, однако историки музыки спорят, какая из них была наиболее ранней. Пальму первенства принято отдавать песне «Cold Sweat», записанной в 1967 году. В этот период исполнитель уходит от мелодии и напева в сторону акцентированного речитатива (ключевой элемент рэпа). Неслучайно самые ранние композиции в стиле хип-хоп зачастую были выстроены на семплировании фанк-хитов Брауна, в особенности его ранней работы «Funky Drummer» (1969). Можно без преувеличения сказать, что без Брауна не было бы ни фанка, ни хип-хопа.
После крупного танцевального хита 1970 года «Sex Machine» Браун разворачивает своё творчество в сторону менее динамичных ритмов. Его преемниками в качестве королей фанка становятся Слай Стоун и Джордж Клинтон. Брауновское творчество 1970-х ориентировано преимущественно на афроамериканскую аудиторию; в репертуаре преобладают песни вроде «Say It Loud — I’m Black and I’m Proud» (буквально: «Скажи это громко — Я чёрный и горжусь этим»). Артист много выступает за пределами США, включая Заир и прочие африканские страны. Как отмечается, он был чрезвычайно популярен среди молодежи в Африке в 60-х и 70-х годах.
Со временем основанный Брауном фанк эволюционировал в бескомпромиссно танцевальный стиль «диско», который покорил весь мир своими зажигательными ритмами в конце 1970-х. В новых условиях пластинки «крёстного отца фанка» перестают пользоваться спросом у молодёжи. Браун всё больше воспринимается как культовая фигура в истории музыки, а не участник актуального музыкального процесса. Он появляется с камео во многих голливудских фильмах, а в 1986 году, при создании зала славы рок-н-ролла, объявляется одним из его отцов-основателей.

### Личная жизнь
В 1962 году Тэмми Террелл стала частью James Brown Revue. Браун завел с ней романтические отношения, несмотря на то что ей было всего 17 лет, и эти отношения продолжались до тех пор, пока она не ушла от него из-за физического насилия. Бобби Беннетт, экс-участник Famous Flames, рассказывал Rolling Stone о произошедшем, заявив: «Он сильно избивал Тэмми, у нее шла кровь». Террелл, скончавшаяся в 1970 году, была девушкой Брауна прежде, чем обрела известность как партнерша Марвина Гэя в середине 1960-х. Беннетт добавил: «Тэмми покинула его, потому что не хотела страдать от его жестокости».
Что касается браков и детей, Браун был женат трижды. Его первый брак с Велмой Уоррен произошел в 1953 году, у пары родился сын, но они развелись в 1969 году, сохранив дружеские отношения. Второй брак с Дейдрой Дженкинс также завершился разводом в 1981 году, в то время как третий брак с Адриенной Родригес имел скандальную репутацию и закончился разводом в 1988 году. Позже она скончалась в 1996 году. После этого Браун женился на Томи Рэй Хайни, и их брак вызвал споры, что привело к судебным разбирательствам о его законности. Браун признал 11 детей, включая 5 сыновей и 6 дочерей.

### Поздние годы

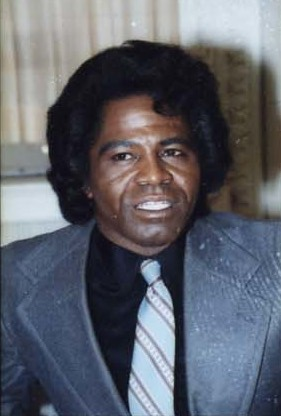
1981 год

Последующие три года (1988—91) легендарный музыкант, по иронии судьбы и благодаря своему крайне взрывному характеру, вновь провёл за решеткой, на этот раз по обвинению в нападении на полицейского. В 1991 г. в прессе прошёл слух о смерти Брауна, в связи с чем команда L.A. Style выпустила песню «James Brown Is Dead» (буквально — «Джеймс Браун мёртв!»). В ответ появились записи с названиями «Джеймс Браун жив!» и «Кто такой этот Джеймс Браун?». На следующий год Брауну была присуждена премия «Грэмми» за выдающийся вклад в развитие музыки. В 1999 году Браун выступил на фестивале «Вудсток 1999».
В течение 1990-х имя Брауна периодически всплывало в прессе в связи с неприятностями в личной жизни. Четырежды он задерживался по обвинению в нанесении побоев супруге и домашним, а в 2000 г. попал в суд за нападение с ножом на электрика. В следующем году Браун женился (в четвёртый раз) на молодой певице, однако его дети от прежних браков поспешили назвать этот союз недействительным, фактически обвинив отца в двоежёнстве.
В 2000 году он был введен в национальный Зал славы композиторов. В 2005 г. власти Атланты установили памятник Джеймсу Брауну.

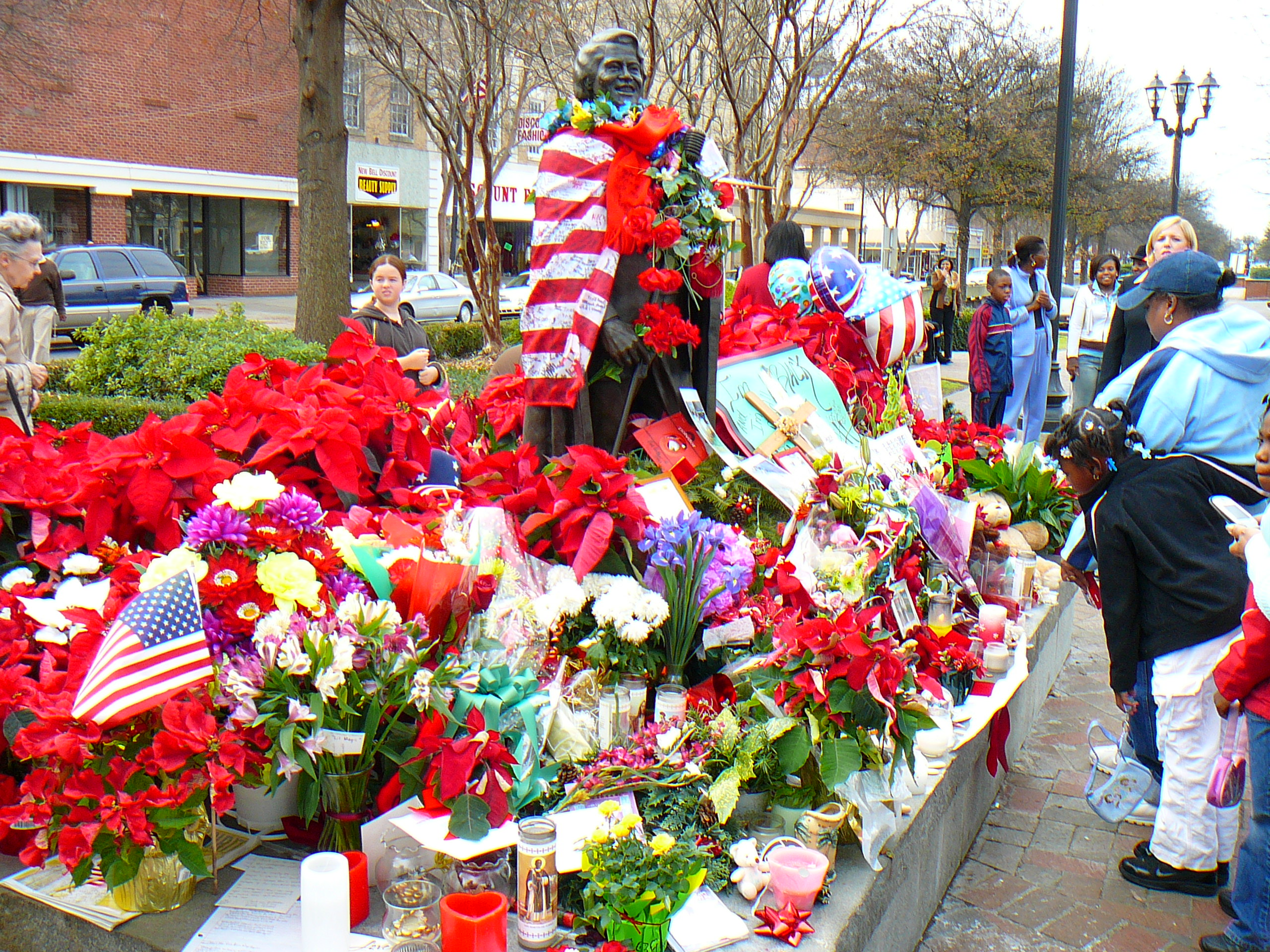
Памятник Джеймсу Брауну в Атланте в дни прощания с певцом.

73-летний музыкант умер от пневмонии в Рождество 2006 года. Прощание с артистом проходило при большом стечении людей, включая таких известных личностей, как Майкл Джексон, который являлся его поклонником, а следующая за тем церемония «Грэмми» была посвящена памяти великого музыканта. Между тем смерть Брауна обострила споры за наследство между его последней супругой и детьми от предыдущих браков. В связи с разногласиями относительно места захоронения тело Брауна не было предано земле вплоть до 10 марта. Захоронение состоялось негласно, в неустановленном месте и на временной основе. Предполагается, что Браун будет перезахоронен после того, как будут улажены споры между его родственниками.
В 2014 году американский кинорежиссёр Тейт Тейлор выпустил биографический фильм о Джеймсе Брауне, под названием «Джеймс Браун: Путь наверх» (англ. Get on Up).

## Дискография

### Студийные альбомы
1. Please, Please, Please (1958)
2. Try Me (1959)
3. Think! (1960)
4. The Amazing James Brown (1961)
5. James Brown Presents His Band/Night Train
6. Shout and Shimmy
7. James Brown and His Famous Flames Tour the USA (1962)
8. Prisoner of Love (1963)
9. Excitement — Mr. Dynamite
10. Showtime (1964)
11. The Unbeatable James Brown
12. Grits and Soul (1964)
13. Out of Sight (1964)
14. Papa’s Got a Brand New Bag
15. I Got You (I Feel Good)
16. James Brown Plays James Brown Today and Yesterday (1965)
17. Mighty Instrumentals (1966)
18. James Brown Plays New Breed (The Boo-Ga-Loo) (1966)
19. It’s a Man’s Man’s Man’s World
20. James Brown Sings Christmas Songs (1966)
21. Handful of Soul (1966)
22. Sings Raw Soul (1967)
23. James Brown Plays the Real Thing (1967)
24. Cold Sweat (1967)
25. I Can’t Stand Myself When You Touch Me (1968)
26. I Got the Feeling (1968)
27. James Brown Sings Out of Sight
28. Thinking About Little Willie John and a Few Nice Things
29. A Soulful Christmas (1968)
30. Say It Loud, I’m Black and I’m Proud (1969)
31. Gettin' Down to It (1969)
32. The Popcorn (1969)
33. It’s a Mother (1969)
34. Ain’t It Funky (1970)
35. Soul on Top (1970)
36. It’s a New Day — Let a Man Come In (1970)
37. Hey America (1970)
38. Super Bad
39. Sho' Is Funky Down Here (1971)
40. Hot Pants (1971)
41. There It Is
42. Get on the Good Foot (1972)
43. Black Caesar (1973)
44. Slaughter’s Big Rip-Off (1973)
45. The Payback (1973)
46. Hell (1974)
47. Reality (1974)
48. Sex Machine Today (1975)
49. Everybody’s Doin' the Hustle and Dead on the Double Bump (1975)
50. Hot (1976)
51. Get Up Offa That Thing (1976)
52. Bodyheat (1976)
53. Mutha’s Nature (1977)
54. Jam 1980’s (1978)
55. Take a Look at Those Cakes (1978)
56. The Original Disco Man (1979)
57. People (1980)
58. Soul Syndrome (1980)
59. Nonstop! (1981)
60. Bring It On (1983)
61. Gravity (1986)
62. I’m Real (1988)
63. Love Overdue (1991)
64. Universal James (1993)
65. I’m Back (1998)
66. The Merry Christmas Album (1999)
67. The Next Step (2002)

### Сборники
1. Soul Classics
2. Soul Classics, Volume 2
3. Solid Gold: 30 Golden Hits
4. The Fabulous James Brown
5. Can Your Heart Stand It?
6. The Best of James Brown
7. The Federal Years, Part 1
8. The Federal Years, Part 2
9. Roots of a Revolution — The James Brown Story 1956—1965
10. Ain’t That a Groove — The James Brown Story 1966—1969
11. Doing It to Death — The James Brown Story 1970—1973
12. Dead on the Heavy Funk 1974—1976
13. The CD of JB: Sex Machine and Other Soul Classics
14. The LP of JB
15. In the Jungle Groove
16. The CD of JB II: Cold Sweat and Other Soul Classics
17. Motherlode
18. Messin' With the Blues
19. Star Time
20. 20 All-Time Greatest Hits!
21. Roots of a Revolution
22. JB40: 40th Anniversary Collection
23. Foundations of Funk — A Brand New Bag: 1964—1969
24. Funk Power 1970: A Brand New Thang
25. Make It Funky — The Big Payback: 1971—1975
26. Dead On The Heavy Funk: 1975—1983
27. Classic James Brown — The Universal Masters Collection
28. The Godfather — The Very Best of James Brown
29. Classic James Brown Vol. 2 — The Universal Masters Collection
30. 50th Anniversary Collection · The Singles, Volume One: The Federal Years: 1956—1960
31. The Singles, Volume Two: 1960—1963
32. The Singles, Volume Three: 1964—1965
33. A Family Affair
34. Dynamite X
35. The Singles, Volume Four: 1966—1967
36. The Singles, Volume Five: 1967—1969
37. The Singles, Volume Six: 1969—1970
38. The Singles, Volume 7: 1970—1972
39. The Singles, Volume 8: 1972—1973
40. The Singles, Volume 9: 1973—1975
41. Icon · The James Brown Complete Christmas
42. The Singles, Volume 10: 1975—1979
43. The Singles, Volume 11: 1979—1997 The look 1967—1990

### Концертные альбомы
- Live at the Apollo (1963)
- Pure Dynamite! Live at the Royal
- The James Brown Show
- Live at the Garden
- Live at the Apollo, Volume II
- Sex Machine

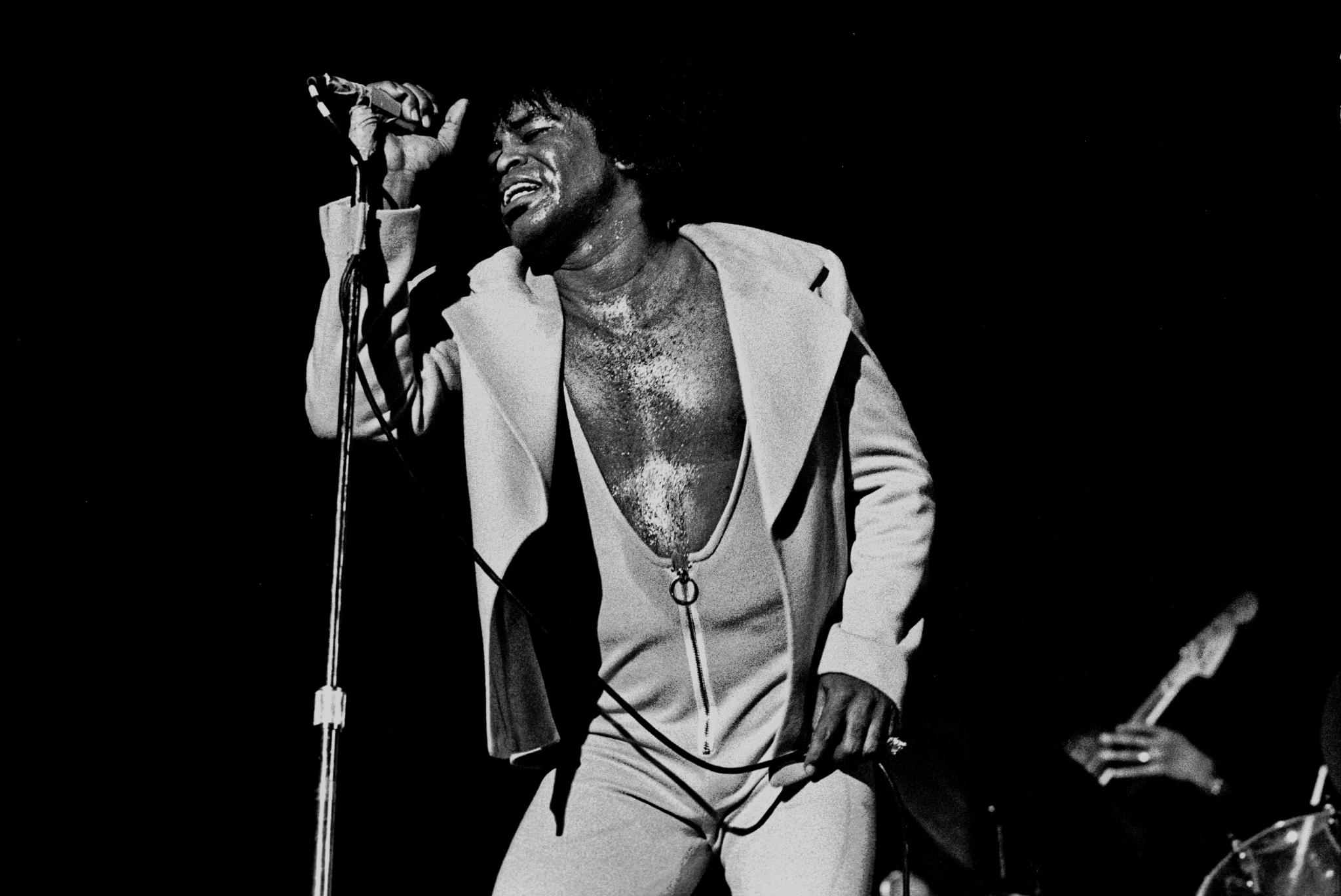
Выступление в Гамбурге, февраль 1973 года

- Revolution of the Mind: Live at the Apollo, Volume III
- Hot on the One
- James Brown and Friends: Soul Session Live
- Love Power Peace
- Live at the Apollo 1995
- Say It Live & Loud: Live in Dallas 08.26.68

## Фильмография
- 1970 — Финкс / The Phynx — в роли самого себя
- 1980 — Братья Блюз / The Blues Brothers — преподобный Клеофус Джеймс
- 1983 — Доктор Детройт / Doctor Detroit — бэнд-лидер
- 1985 — Рокки 4 / Rocky IV — исполнитель песни «Жить в Америке»[англ.] на шоу Аполло Крида
- 1998 — Братья Блюз 2000 / Blues Brothers 2000 — преподобный Клеофус Джеймс
- 2002 — Смокинг / The Tuxedo — в роли самого себя
- 2002 — Тайный брат / Undercover Brother — в роли самого себя